# Шишманово (Хасковская область)
Шишманово (болг. Шишманово) — село в Болгарии. Находится в Хасковской области, входит в общину Харманли. Население составляет 611 человек.

## Политическая ситуация
В местном кметстве Шишманово, в состав которого входит Шишманово, должность кмета (старосты) исполняет Юксел Махмуд Мустафа (Движение за права и свободы (ДПС)) по результатам выборов правления кметства.
Кмет (мэр) общины Харманли — Михаил Христов Лисков (коалиция трёх партий: Болгарская социалистическая партия, Болгарская социал-демократия, политический клуб «Фракия») по результатам выборов в правление общины.